# فريسية
الفريسية [بحاجة لمصدر](الاسم العلمي: Vriesea) هي جنس من النباتات يتبع الفصيلة البروميلية من رتبة القبئيات. سمي هذا الجنس تكريماً لعالم النبات الهولندي ويلم هندريك دو فريس (بالإنجليزية: Willem Hendrik de Vriese)‏ (1806–1862).

## انظر أيضا

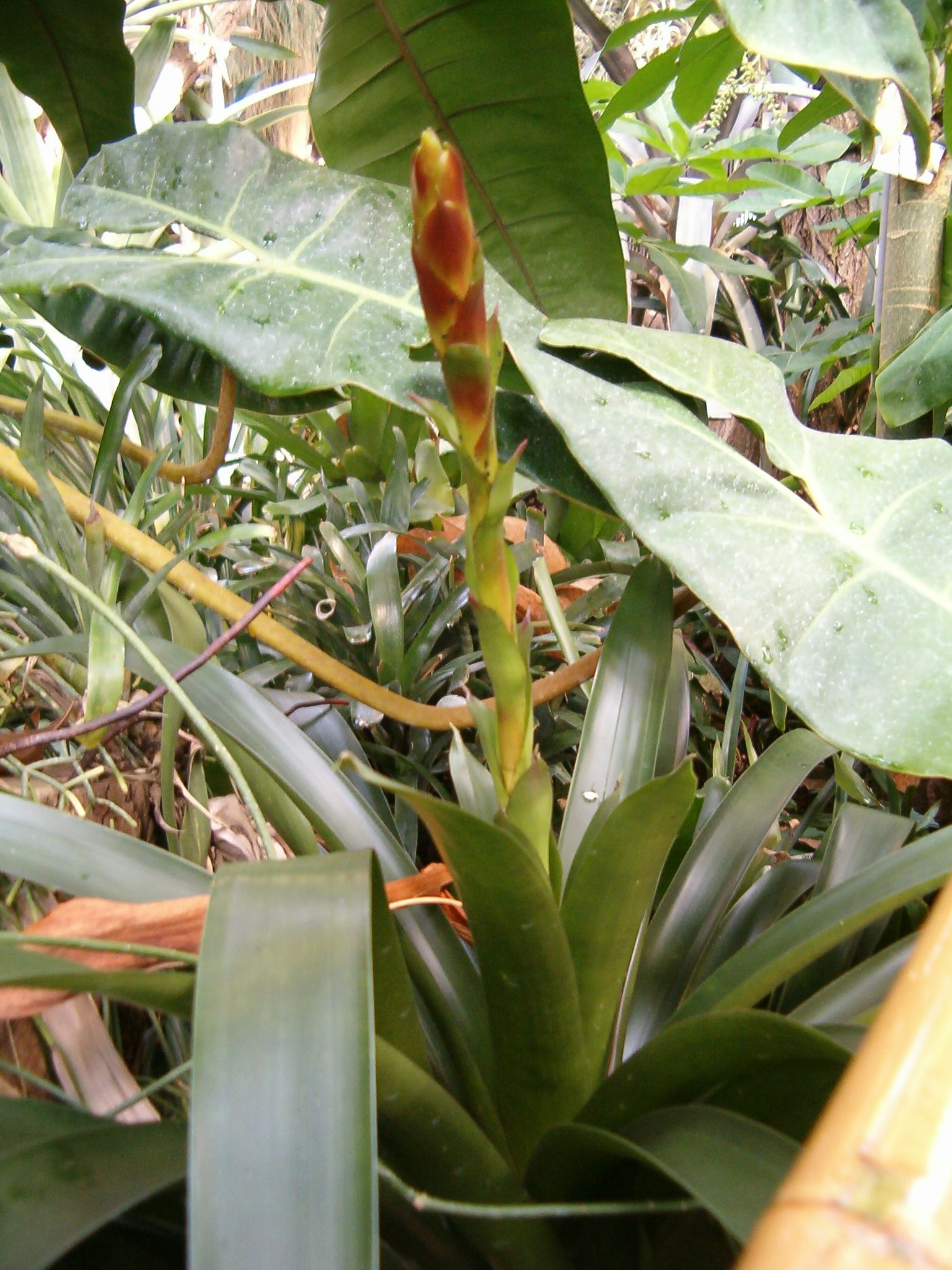
Vriesea schwackeana
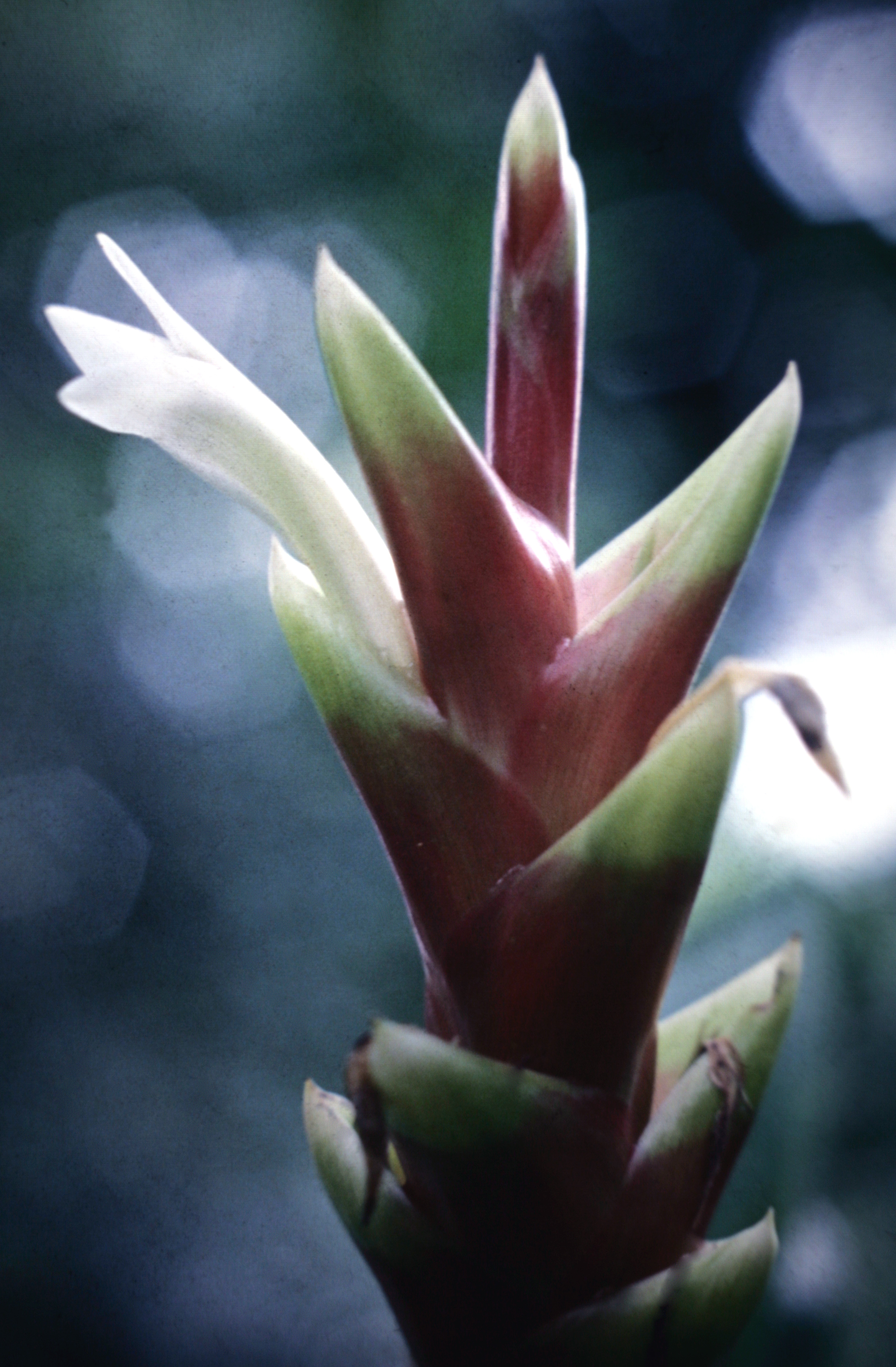
Vriesea heliconioides, سورينام
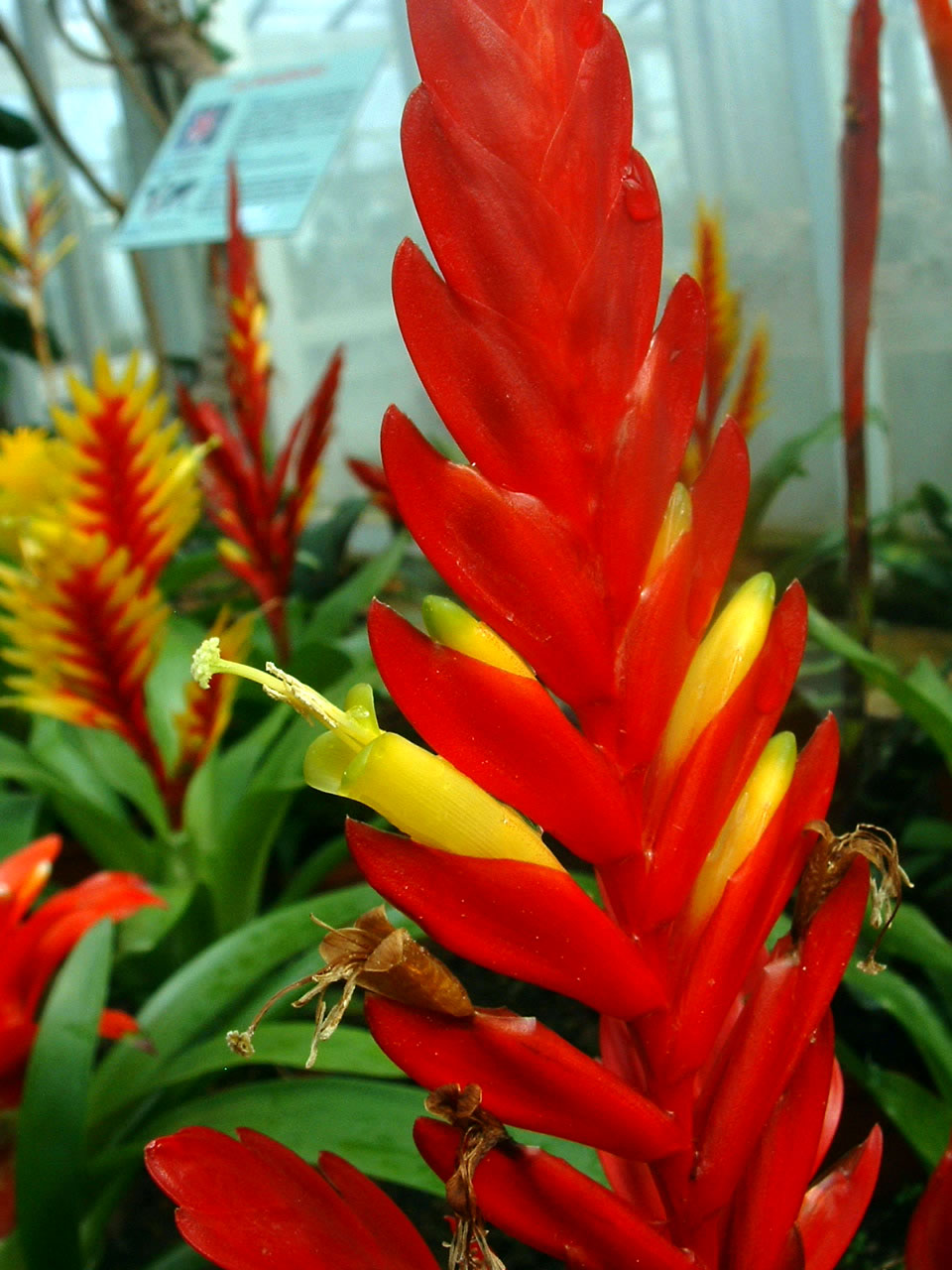
Vriesia cultivar